# Rolf Dressler
Rolf Dressler (* 4. Februar 1941 in Lüneburg) ist ein deutscher Journalist.

## Leben
Dressler absolvierte von 1964 bis 1967 sein Volontariat beim Westfalen-Blatt. Im Anschluss war er Redakteur im Politikressort. Von 1968 bis 1970 arbeitete er in der Presseabteilung von Neckermann in Frankfurt am Main. Von 1970 bis 1978 war er für die Zeitschrift Das Haus tätig. 1978 ging er zurück zum Westfalen-Blatt nach Bielefeld, wo er stellvertretender Chefredakteur und 1991 Chefredakteur wurde.
Seit 2009 ist er Kolumnist bei der Jungen Freiheit. Anlässlich der Verleihung des Gerhard-Löwenthal-Preises hielt er die Laudatio auf Michael Paulwitz. Dressler war u. a. Referent bei der Staats- und Wirtschaftspolitischen Gesellschaft.